# Thinner – Der Fluch
Thinner – Der Fluch (Originaltitel: Thinner) ist ein Horrorfilm aus dem Jahre 1996, der auf dem Buch Der Fluch von Stephen King basiert, und zu dem King selbst zusammen mit Michael McDowell und Tom Holland das Drehbuch schrieb.

## Handlung
Der Anwalt Billy Halleck, der nach einem Abendessen mit seiner Frau Heidi, die ihn während der Autofahrt oral befriedigt, eine alte Zigeunerin überfährt, wird in einem anschließenden Verfahren durch den befreundeten Richter Carry Rossington freigesprochen. Auch der örtliche Polizeichef Duncan Hopley hatte das Verfahren gegen den Anwalt behindert und die Zigeuner der Stadt verwiesen.
Der Vater der Toten, Tadzu Lempke, belegt Billy auf den Stufen zum Gerichtsgebäude mit einem Fluch. Fortan verliert der übergewichtige Billy Halleck jeden Tag an Gewicht. Anfangs freut er sich über die Ergebnisse seiner „Diät“, doch schnell schwenkt seine Freude in Angst um. Mehrere ärztliche Untersuchungen liefern keine Erklärungen für die Gewichtsabnahme des Anwalts. Gemeinsam mit dem Hausarzt Houston versucht seine Frau Heidi, Billy für verrückt zu erklären und in eine Klinik einzuweisen, die mehr über sein Abmagern in Erfahrung bringen soll.
Schließlich erfährt Billy, dass auch der Richter und Polizeichef mit einem Fluch belegt wurden. Richter Rossington vollzieht eine Metamorphose in eine Eidechse; beim Polizeichef Hopley entstehen eitrige Geschwüre im gesamten Gesicht.
Billy kann die Roma ausfindig machen, doch dort wird er nur als Mörder beschimpft. Tadzu Lempke nimmt trotz Flehens den Fluch nicht von Billy, dieser belegt daraufhin die Roma unter deren Gelächter mit dem „Fluch des weißen Mannes aus der Stadt“. Bei Billys Fluch handelt es sich um seinen Freund und Mandanten, den New Yorker Mafioso Richard „der Hammer“ Ginelli. Mehrere zum Teil tödliche Anschläge durch Ginelli bewegen Tadzu Lempke, den Fluch doch von Billy zu nehmen. Er bannt daraufhin den Fluch aus Billys Blut in einen Kuchen, den er eigens hierfür mitgebracht hatte.
Diesen Kuchen muss Billy jemandem zu essen geben, damit der Fluch auf diesen übergeht. Wieder zu Hause, schenkt Billy den Kuchen seiner Frau Heidi, da er glaubt, dass diese ihn mit Doktor Houston betrogen hat. Am nächsten Morgen wacht Billy neben seiner völlig entstellten und toten Frau auf. Er trifft seine Tochter in der Küche und merkt, dass diese ebenfalls vom Kuchen gegessen hat. Als er gerade selbst ein Stück essen will, klingelt Dr. Houston an der Tür. Billy teilt ihm mit, dass er gar nicht böse sei und sich mit ihm versöhnen will. Er lädt Dr. Houston auf ein Stück Kuchen ein. Dieser nimmt dankend an und betritt neben einem verrückt lächelnden Billy das Haus und der Film endet.

## Kritiken
„Eine krude Geschichte – selbst nach King-Maßstäben. Und so wundert es wenig, daß sich beim Zuschauer Grusel mit ungläubigem Kopfschütteln paart. Doch da Regisseur Tom Holland (‚Chucky – Die Mörderpuppe‘) ein alter Schock-Souverän ist und das Ende mit einem überraschenden Knalleffekt daherkommt, ist man nicht wirklich genervt. Man wußte ja vorher: Die Zeiten, da aus King-Büchern noch Kunstwerke wie ‚Carrie‘ und ‚Shining‘ entstanden, sind längst vorbei.“

„Zerdehnte Gruselgeschichte nach Stephen King, die sich ganz auf Masken- und Trickeffekte verläßt, aber auch durch einige Unappetitlichkeiten nicht ihre Substanzlosigkeit verbergen kann.“

## Hintergründe
- Greg Cannom wurde 1997 für das Make-up für den Saturn Award nominiert.
- Stephen King tritt im Film als Apotheker Bangor auf. Bangor (Maine) ist die Heimat des Schriftstellers.
- Der Familienname der Zigeuner taucht in einigen portugiesischen Versionen der Geschichte, wie auch im Originalroman, als Lemke anstatt Lempke auf.